# Saison 2014-2015 des Grizzlies de Memphis
La saison 2014-2015 des Grizzlies de Memphis est la 20e saison de la franchise en National Basketball Association (NBA) et la 14e saison dans la ville de Memphis.

## Draft
| Tour | Choix | Joueur       | Poste | Nationalité | Provenance |
| ---- | ----- | ------------ | ----- | ----------- | ---------- |
| 1    | 22    | Jordan Adams | SG    | États-Unis  | UCLA       |

## Matchs

### Saison régulière
| Saison régulière Total: 55-27 (Domicile: 31-10; Extérieur: 24-17) |

### Playoffs
| Playoffs Total: 6-5 (Domicile: 4-2; Extérieur: 2-3) |

| Match | Date match | Équipe   | Score     | Meilleur marqueur | Meilleur rebondeur    | Meilleur passeur             | Lieux              | Série |
| ----- | ---------- | -------- | --------- | ----------------- | --------------------- | ---------------------------- | ------------------ | ----- |
| 1     | 19 avril   | Portland | V 100-86  | Beno Udrih (20)   | Gasol & Randolph (11) | Gasol, Udrih (7)             | FedExForum 18 119  | 1 - 0 |
| 2     | 22 avril   | Portland | V 97-82   | Conley & Lee (18) | Zach Randolph (10)    | Mike Conley (6)              | FedExForum 18 119  | 2 - 0 |
| 3     | 25 avril   | Portland | V 115-109 | Marc Gasol (25)   | Marc Gasol (7)        | Conley, Gasol & Randolph (4) | Moda Center 19 945 | 3 - 0 |
| 4     | 27 avril   | Portland | D 92-99   | Marc Gasol (21)   | Tony Allen (10)       | Marc Gasol (6)               | Moda Center 19 541 | 3 - 1 |
| 5     | 30 avril   | Portland | V 99-93   | Marc Gasol (26)   | Marc Gasol (14)       | Allen & Calathes (4))        | FedExForum 18 119  | 4 - 1 |

| Match | Date match | Équipe       | Score    | Meilleur marqueur  | Meilleur rebondeur    | Meilleur passeur  | Lieux               | Série |
| ----- | ---------- | ------------ | -------- | ------------------ | --------------------- | ----------------- | ------------------- | ----- |
| 1     | 3 mai      | Golden State | D 86-101 | Marc Gasol (21)    | Gasol & Randolph (9)  | Zach Randolph (5) | Oracle Arena 19 596 | 0 - 1 |
| 2     | 5 mai      | Golden State | V 97-90  | Mike Conley (22)   | Carter & Randolph (7) | Zach Randolph (4) | Oracle Arena 19 596 | 1 - 1 |
| 3     | 9 mai      | Golden State | V 99-89  | Zach Randolph (22) | Marc Gasol (15)       | Mike Conley (5)   | FedEx Forum 18 119  | 2 - 1 |
| 4     | 11 mai     | Golden State | D 84-101 | Marc Gasol (22)    | Zach Randolph (11)    | Mike Conley (7)   | FedEx Forum 18 119  | 2 - 2 |
| 5     | 13 mai     | Golden State | D 78-98  | Marc Gasol (18)    | Marc Gasol (12)       | Marc Gasol (6)    | Oracle Arena 19 596 | 2 - 3 |
| 6     | 15 mai     | Golden State | D 95-108 | Marc Gasol (21)    | Marc Gasol (12)       | Mike Conley (9)   | FedEx Forum 18 119  | 2 - 4 |

## Confrontations
| Conférence Est      | Conférence Est                            | Conférence Est                            | Conférence Ouest                          | Conférence Ouest                          | Conférence Ouest                          | Conférence Ouest                          | Conférence Ouest                          |
| Division Atlantique | Division Atlantique                       | Division Atlantique                       | Division Nord-Ouest                       | Division Nord-Ouest                       | Division Nord-Ouest                       | Division Nord-Ouest                       | Division Nord-Ouest                       |
| Équipe              | Domicile                                  | Extérieur                                 | Équipe                                    | Domicile                                  | Domicile                                  | Extérieur                                 | Extérieur                                 |
| ------------------- | ----------------------------------------- | ----------------------------------------- | ----------------------------------------- | ----------------------------------------- | ----------------------------------------- | ----------------------------------------- | ----------------------------------------- |
| Boston              | 114-100                                   | 92-95                                     | Denver                                    | 99-69                                     | 92-81                                     | 84-114                                    |                                           |
| Brooklyn            | 95-86                                     | 103-92                                    | Minnesota                                 | 105-101                                   |                                           | 89-90                                     | 101-97                                    |
| New York            | 105-83                                    | 103-82                                    | Oklahoma City                             | 85-74                                     | 100-92                                    | 91-89                                     | 89-105                                    |
| Philadelphie        | 101-83                                    | 120-115 (OT)                              | Portland                                  | 102-98                                    | 97-86                                     | 112-99                                    | 98-92                                     |
| Toronto             | 92-86                                     | 92-96                                     | Utah                                      | 91-97                                     | 82-93                                     | 100-90                                    | 89-88                                     |
|                     | 5–0                                       | 3–2                                       |                                           | 7–2                                       | 7–2                                       | 6–3                                       | 6–3                                       |
| Division            | 8–2                                       | 8–2                                       | Division                                  | 13–5                                      | 13–5                                      | 13–5                                      | 13–5                                      |
| Division Atlantique | Division Atlantique                       | Division Atlantique                       | Division Nord-Ouest                       | Division Nord-Ouest                       | Division Nord-Ouest                       | Division Nord-Ouest                       | Division Nord-Ouest                       |
| Équipe              | Domicile                                  | Extérieur                                 | Équipe                                    | Domicile                                  | Domicile                                  | Extérieur                                 | Extérieur                                 |
| Chicago             | 97-103                                    | 101-91                                    | Golden State                              | 105-98                                    | 84-107                                    | 107-111                                   |                                           |
| Cleveland           | 89-111                                    | 91-105                                    | L.A. Clippers                             | 107-91                                    | 79-97                                     | 90-87                                     | 86-94                                     |
| Detroit             | 95-88                                     | 95-105                                    | L.A. Lakers                               | 107-102                                   | 97-90                                     | 99-93                                     | 109-106                                   |
| Indiana             | 95-83                                     | 97-89                                     | Phoenix                                   | 122-110 (OT)                              |                                           | 102-91                                    | 102-101                                   |
| Milwaukee           | 96-83                                     | 92-93                                     | Sacramento                                | 111-110                                   | 97-83                                     | 97-85                                     | 90-102                                    |
|                     | 3–2                                       | 2–3                                       |                                           | 7–2                                       | 7–2                                       | 6–3                                       | 6–3                                       |
| Division            | 5–5                                       | 5–5                                       | Division                                  | 13–5                                      | 13–5                                      | 13–5                                      | 13–5                                      |
| Division Atlantique | Division Atlantique                       | Division Atlantique                       | Division Nord-Ouest                       | Division Nord-Ouest                       | Division Nord-Ouest                       | Division Nord-Ouest                       | Division Nord-Ouest                       |
| Équipe              | Domicile                                  | Extérieur                                 | Équipe                                    | Domicile                                  | Domicile                                  | Extérieur                                 | Extérieur                                 |
| Atlanta             | 94-88                                     | 86-96                                     | Dallas                                    | 114-105                                   | 95-103                                    | 109-90                                    | 112-101                                   |
| Charlotte           | 113-107 (OT)                              | 71-69                                     | Houston                                   | 119-93                                    | 111-117                                   | 96-105                                    | 102-100                                   |
| Miami               | 103-87                                    | 103-95                                    |                                           |                                           |                                           |                                           |                                           |
| Orlando             | 103-94                                    | 106-96                                    | New Orleans                               | 93-81                                     | 110-74                                    | 95-106                                    | 89-95                                     |
| Washington          | 83-92                                     | 87-107                                    | San Antonio                               | 101-107                                   | 95-87                                     | 117-116 (OT)                              | 89-103                                    |
|                     | 4–1                                       | 3–2                                       |                                           | 5–3                                       | 5–3                                       | 4–4                                       | 4–4                                       |
| Division            | 7–3                                       | 7–3                                       | Division                                  | 9–7                                       | 9–7                                       | 9–7                                       | 9–7                                       |
| Conférence          | 20–10 (Domicile: 12–3; Extérieur: 8–7)    | 20–10 (Domicile: 12–3; Extérieur: 8–7)    | Conférence                                | 35–17 (Domicile: 19–7; Extérieur: 16–10)  | 35–17 (Domicile: 19–7; Extérieur: 16–10)  | 35–17 (Domicile: 19–7; Extérieur: 16–10)  | 35–17 (Domicile: 19–7; Extérieur: 16–10)  |
| Total               | 55–27 (Domicile: 31–10; Extérieur: 24–17) | 55–27 (Domicile: 31–10; Extérieur: 24–17) | 55–27 (Domicile: 31–10; Extérieur: 24–17) | 55–27 (Domicile: 31–10; Extérieur: 24–17) | 55–27 (Domicile: 31–10; Extérieur: 24–17) | 55–27 (Domicile: 31–10; Extérieur: 24–17) | 55–27 (Domicile: 31–10; Extérieur: 24–17) |

## Classements
| Conférence Ouest | Conférence Ouest                | Conférence Ouest | Conférence Ouest | Conférence Ouest | Conférence Ouest | Conférence Ouest | Conférence Ouest |
| No               | Franchise                       | Vic.             | Def.             | MJ               | MR               | % V/D            | RV               |
| ---------------- | ------------------------------- | ---------------- | ---------------- | ---------------- | ---------------- | ---------------- | ---------------- |
| 1                | Warriors de Golden State        | 67               | 15               | 82               | 0                | 81,7%            | -                |
| 2                | Rockets de Houston              | 56               | 26               | 82               | 0                | 68,3%            | 11               |
| 3                | Clippers de Los Angeles         | 56               | 26               | 82               | 0                | 68,3%            | 11               |
| 4                | Trail Blazers de Portland¹      | 51               | 31               | 82               | 0                | 62,2%            | 16               |
| 5                | Grizzlies de Memphis            | 55               | 27               | 82               | 0                | 67,1%            | 12               |
| 6                | Spurs de San Antonio T          | 55               | 27               | 82               | 0                | 67,1%            | 12               |
| 7                | Mavericks de Dallas             | 50               | 32               | 82               | 0                | 61,0%            | 17               |
| 8                | Pelicans de La Nouvelle-Orléans | 45               | 37               | 82               | 0                | 54,9%            | 22               |
|                  |                                 |                  |                  |                  |                  |                  |                  |
| 9                | Thunder d'Oklahoma City         | 45               | 37               | 82               | 0                | 54,9%            | 22               |
| 10               | Suns de Phoenix                 | 39               | 43               | 82               | 0                | 47,6%            | 28               |
| 11               | Jazz de l'Utah                  | 38               | 44               | 82               | 0                | 46,3%            | 29               |
| 12               | Nuggets de Denver               | 30               | 52               | 82               | 0                | 36,6%            | 37               |
| 13               | Kings de Sacramento             | 29               | 53               | 82               | 0                | 35,4%            | 38               |
| 14               | Lakers de Los Angeles           | 21               | 61               | 82               | 0                | 25,6%            | 46               |
| 15               | Timberwolves du Minnesota       | 16               | 66               | 82               | 0                | 19,5%            | 51               |

| Division Sud-Ouest    | V  | D  | MJ | % V/D | GB | Dom   | Ext   | Div | Conf  |
| --------------------- | -- | -- | -- | ----- | -- | ----- | ----- | --- | ----- |
| Rockets de Houston    | 56 | 26 | 82 | 68,3% | -  | 30-11 | 26-15 | 8-8 | 33-19 |
| Grizzlies de Memphis  | 55 | 27 | 82 | 67,1% | 1  | 31-10 | 24-17 | 9-7 | 35-17 |
| Spurs de San AntonioT | 55 | 27 | 82 | 67,1% | 1  | 33-8  | 22-19 | 8-8 | 32-20 |
| Mavericks de Dallas   | 50 | 32 | 82 | 61,0% | 6  | 27-14 | 23-18 | 7-9 | 29-23 |
| Pelicans Nlle-Orléans | 45 | 37 | 82 | 54,9% | 11 | 28-13 | 17-24 | 8-8 | 29-23 |

## Effectif actuel
| Grizzlies de Memphis Effectif actuel                                 |    |                        |                    |                  |
| Entraîneur : David Joerger                                           |    |                        |                    |                  |
| Meneur                                                               | 3  | Drapeau des États-Unis | Jordan Adams (R)   | UCLA             |
| Arrière                                                              | 9  | Drapeau des États-Unis | Tony Allen         | Oklahoma State   |
| Meneur, Arrière                                                      | 12 | Drapeau de la Grèce    | Nick Calathes      | Florida          |
| Arrière, Ailier                                                      | 15 | Drapeau des États-Unis | Vince Carter       | North Carolina   |
| Meneur                                                               | 11 | Drapeau des États-Unis | Mike Conley, Jr.   | Ohio State       |
| Pivot                                                                | 33 | Drapeau de l'Espagne   | Marc Gasol         | Espagne          |
| Ailier, Ailier fort                                                  | 0  | Drapeau des États-Unis | JaMychal Green     | Alabama          |
| Ailier, Ailier fort                                                  | 32 | Drapeau des États-Unis | Jeff Green         | Georgetown       |
| Pivot                                                                | 41 | Drapeau des États-Unis | Kosta Koufos       | Ohio             |
| Arrière                                                              | 5  | Drapeau des États-Unis | Courtney Lee       | Western Kentucky |
| Ailier fort                                                          | 30 | Drapeau des États-Unis | Jon Leuer          | Wisconsin        |
| Ailier fort                                                          | 50 | Drapeau des États-Unis | Zach Randolph      | Michigan State   |
| Arrière, Meneur                                                      | 2  | Drapeau des États-Unis | Russ Smith (R)     | Louisville       |
| Ailier fort                                                          | 1  | Drapeau des États-Unis | Jarnell Stokes (R) | Tennessee        |
| Arrière, Meneur                                                      | 19 | Drapeau de la Slovénie | Beno Udrih         | Slovénie         |
| (C) - Capitaine (AL) - Agent libre (R) - Rookie (ou Recrue) - Blessé |    |                        |                    |                  |
|                                                                      |    |                        |                    |                  |

## Contrats et salaires 2014-2015
| Joueur           | Poste | Âge | Salaire      | Fin du contrat |
| ---------------- | ----- | --- | ------------ | -------------- |
| Jordan Adams     | SG    | 20  | 1 344 120 $  | 2018 (RFA)     |
| Tony Allen       | SF    | 33  | 4 831 461 $  | 2017 (UFA)     |
| Nick Calathes    | SG    | 26  | 816,482 $    | 2015 (RFA)     |
| Vince Carter     | SG    | 38  | 3 911 981 $  | 2017 (UFA)     |
| Mike Conley, Jr. | PG    | 27  | 8 694 216 $  | 2016 (UFA)     |
| Marc Gasol       | C     | 30  | 15 829 688 $ | 2015 (UFA)     |
| JaMychal Green   | PF    | 24  | 137 279 $    | 2017 (RFA)     |
| Jeff Green       | SF    | 28  | 9 200 000 $  | 2016 (UFA)     |
| Kosta Koufos     | C     | 25  | 3 000 000 $  | 2015 (UFA)     |
| Courtney Lee     | SG    | 29  | 5 450 000 $  | 2016 (RFA)     |
| Jon Leuer        | PF    | 25  | 967,500 $    | 2016 (RFA)     |
| Zach Randolph    | PF    | 33  | 16 500 000 $ | 2017 (UFA)     |
| Russ Smith       | PG    | 23  | 507,336 $    | 2017 (RFA)     |
| Jarnell Stokes   | PF    | 21  | 725,000 $    | 2017 (RFA)     |
| Beno Udrih       | PG    | 32  | 2 077 000 $  | 2016 (UFA)     |

- (UFA) = Le joueur est libre de signer ou il veut à la fin de la saison.
- (RFA) = Le joueur peut signer un contrat avec l’équipe de son choix, mais son équipe de départ a le droit de s’aligner sur n’importe quelle offre qui lui sera faite.
- (P) =  Le joueur décide de rester une saison supplémentaire avec son équipe ou pas. S'il décide de ne pas rester, il devient agent libre.
- (T) =  L'équipe décide de conserver (ou non) son joueur pour une saison supplémentaire. Si elle ne le garde pas, il devient agent libre.
- 2015 = Joueurs qui peuvent quitter le club à la fin de cette saison.

### Échanges
| Juin            | Juin | Juin | Juin                    |
| --------------- | --- | --- | ----------------------- |
| 26 juin 2014    | Échange à deux équipes                                                                                            | Échange à deux équipes | Échange à deux équipes  |
| 26 juin 2014    | Vers Grizzlies de Memphis - Droits du 35e choix de draft : Jarnell Stokes                                         | Vers Jazz de l'Utah - Choix de second tour draft 2016                                                                                | [ 2 ]                   |
| Janvier         | | |                         |
| 12 janvier 2015 | Échange à trois équipes                                                                                           | Échange à trois équipes | Échange à trois équipes |
| 12 janvier 2015 | Vers Grizzlies de Memphis - Jeff Green (de Boston) - Russ Smith (de New Orleans)                                  | Vers Celtics de Boston - Tayshaun Prince (de Memphis) - Austin Rivers (de New Orleans) - Premier choix de la draft 2015 (de Memphis) | [ 3 ]                   |
| 12 janvier 2015 | Vers Pelicans de La Nouvelle-Orléans - Quincy Pondexter (de Memphis) - Second choix de la draft 2015 (de Memphis) | | [ 3 ]                   |

## Resigne
| Date    | Joueur        | Nouveau contrat                                                                                                   | Fin du contrat | Référence |
| ------- | ------------- | --- | -------------- | --------- |
| 30 juin | Zach Randolph | Resigne une extension de contrat de 20 000 000 $ sur 2 ans (Début du nouveau contrat lors de la saison 2015-2016) | 2017           | [ 4 ]     |

## Free agents (Agents libres)

### Free agents qui resignent
| Date       | Joueur        | Nouveau contrat                                                     | Fin du contrat | Référence |
| ---------- | ------------- | ------------------------------------------------------------------- | -------------- | --------- |
| 30 juin    | Zach Randolph | Active son option joueur pour 16 500 000 $ pour la saison 2014/2015 | 2017           | [ 4 ]     |
| 15 juillet | Beno Udrih    | Resigne un contrat de 4 250 000 $ sur 3 ans                         | 2016           | [ 5 ]     |

### Arrivés
Apparaissent seulement les joueurs ayant commencé le calendrier de la saison régulière avec l'équipe (28 octobre 2014) et les joueurs signés en cours d'année.
| Date        | Joueur         | Contrat                                                                              | Provenance                                                  | Référence |
| ----------- | -------------- | ------------------------------------------------------------------------------------ | ----------------------------------------------------------- | --------- |
| 7 juillet   | Jordan Adams   | Contrat de 2 750 000 $ sur 2 ans (Option d'équipe pour les saisons 2016 et 2017)     | UCLA (Choix no 22 de la Draft 2014)                         | [ 6 ]     |
| 11 juillet  | Vince Carter   | Contrat de 12 000 000 $ sur 3 ans                                                    | Mavericks de Dallas                                         | [ 7 ]     |
| 18 août     | Jarnell Stokes | Contrat de 2 550 000 $ sur 3 ans (Agent libre restreint lors de la saison 2017-2018) | Tennessee (Choix no 35 de la Draft 2014, de Jazz de l'Utah) | [ 8 ]     |
| 4 novembre  | Kalin Lucas    | Contrat de 207 336 $ sur 1 an                                                        | Energy de l'Iowa (D-League)                                 | [ 9 ]     |
| 19 novembre | Kalin Lucas    | Contrat de 442 000 $ sur 1 an                                                        | Energy de l'Iowa (D-League)                                 | [ 10 ]    |
| 22 janvier  | Tyrus Thomas   | Contrat de 53 838 $ sur 10 jours (Contrat de 10 jours)                               | Energy de l'Iowa (D-League)                                 | [ 11 ]    |
| 2 février   | JaMychal Green | Contrat de 29 843 $ sur 10 jours (Contrat de 10 jours)                               | Spurs d'Austin (D-League)                                   | [ 12 ]    |
| 19 février  | JaMychal Green | Contrat de 29 843 $ sur 10 jours (Second contrat de 10 jours)                        | Grizzlies de Memphis                                        | [ 13 ]    |
| 2 mars      | JaMychal Green | Contrat de 1 960 000 $ sur 3 ans                                                     | Grizzlies de Memphis                                        | [ 14 ]    |

### Départs
| Date        | Joueur          | Raison départ | Vers ¹                      | Référence |
| ----------- | --------------- | ------------- | --------------------------- | --------- |
| 17 juillet  | James Johnson   | Agent libre   | Raptors de Toronto          | [ 15 ]    |
| 23 juillet  | Ed Davis        | Agent libre   | Lakers de Los Angeles       | [ 16 ]    |
| 5 août      | Mike Miller     | Agent libre   | Cavaliers de Cleveland      | [ 17 ]    |
| 31 août     | Jamaal Franklin | Libéré        | Zhejiang Lions (Chine)      | [ 18 ]    |
| 9 novembre  | Kalin Lucas     | Libéré        | Energy de l'Iowa (D-League) | [ 19 ]    |
| 20 novembre | Kalin Lucas     | Libéré        | Energy de l'Iowa (D-League) | [ 20 ]    |

## Récompenses
| Date         | Joueur        | récompense                                                                                | Référence |
| ------------ | ------------- | ----------------------------------------------------------------------------------------- | --------- |
| 1er décembre | David Joerger | Entraîneur du mois de novembre dans la conférence Ouest                                   | [ 21 ]    |
| 2 février    | Zach Randolph | Joueur de la semaine dans la conférence Ouest (Semaine du 26 janvier au 1er février 2015) | [ 22 ]    |